# Takashi Hirano
Takashi Hirano (Shizuoka, Prefectura de Shizuoka, Japó, 15 de juliol de 1974) és un exfutbolista japonès.

## Selecció japonesa
Takashi Hirano va disputar 15 partits amb la selecció japonesa.